# Scot Coogan
Scot Coogan (Chicago, 23 aprile 1971) è un batterista statunitense, noto per aver suonato con artisti quali Ace Frehley, Sinéad O'Connor, Pete Yorn, Vanilla Ice, Lita Ford, Otep e Lynch Mob.

## Biografia
Nel 2002 prende parte alla nascita dei Brides of Destruction, un supergruppo heavy metal formato da Tracii Guns (L.A. Guns), Nikki Sixx (Mötley Crüe) e London LeGrand.

## Discografia parziale
- Brides of Destruction - Here Come the Brides (2004)
- Brides of Destruction - Runaway Brides (2005)
- Ace Frehley - Anomaly (2009)
- Ace Frehley - Origins, Vol. 1 (2016)